# グラス・ガヴナン

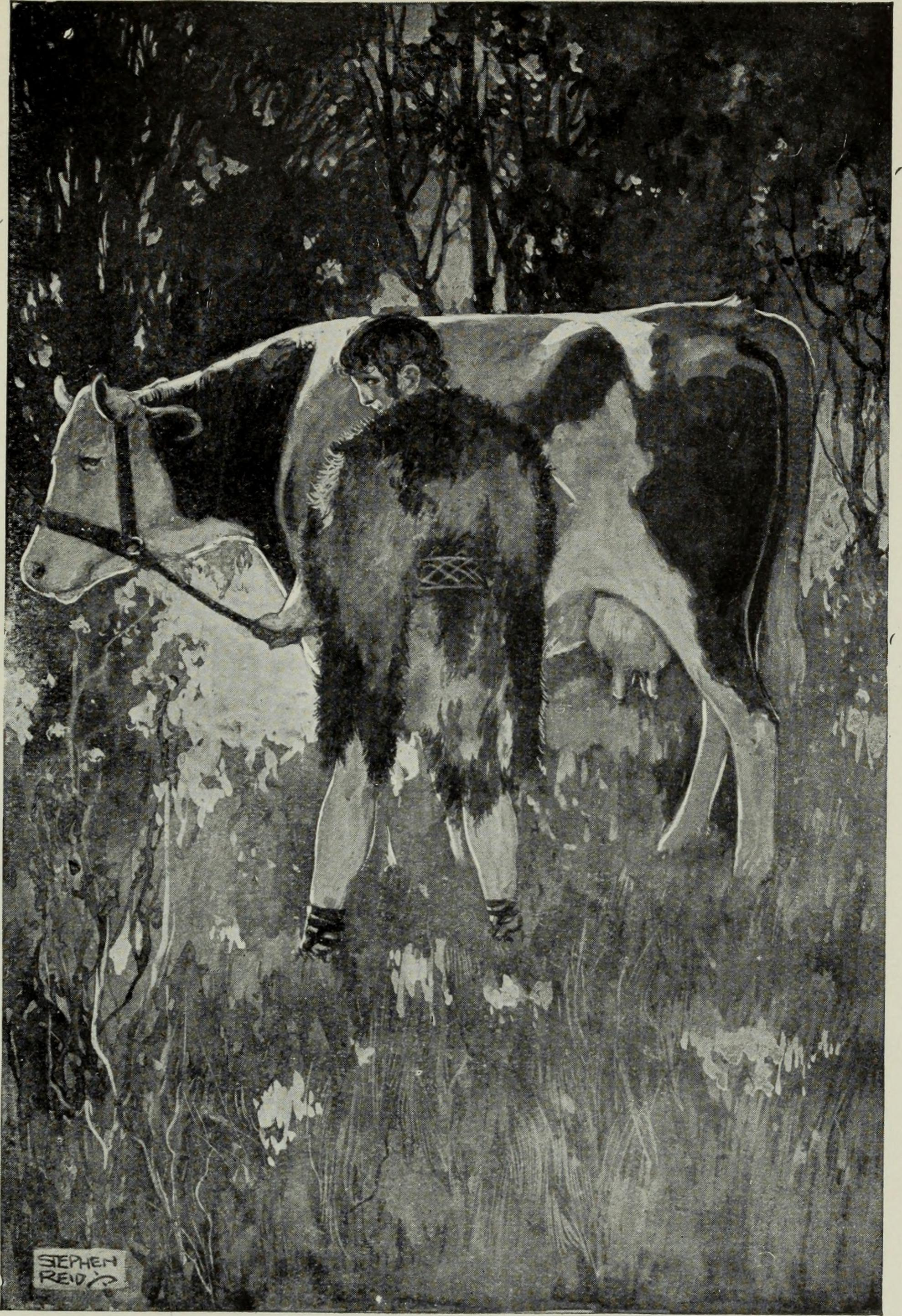
キャン（キアン）の魔法の牛と、赤毛の少年（バロールが化けている）。―Stephen Reid（挿絵）、T. W. Rolleston Myths and Legends、1910年

グラス・ガヴナンあるいはグラス・ガヴレン（アイルランド語: Glas Gaibhnenn, Glas Ghaibhleann; 発音表記: Glos gov-nan,  glas-gav-e-lan;、アイルランド英語: Glas Gaivlen, Gloss Gavlen）は、アイルランドの口承民話（ケルト神話）に登場する豊穣の牝牛。

## 名前
グラス・ガヴレン Glas Gaivlen （音写）が元の採集話のままの表記だが、これをグラス・ガヴナン（アイルランド語: Glas Gaibhnenn）と訂正すべきと編者のオドノヴァンが注釈している。グロス・ガヴレン Gloss Gavlen （音写）がラーミニーの採集話での表記である。
また Glas Gaibhneach という表記もオドノヴァンは別の文献で使っている（オカリーが書簡に書写）。 さらなる異綴りに Glas Gamhain, Glas Gamhnach 等がある。

## 毛色
グラスは「緑色（の牝牛）」の意だとオドノヴァンは注釈する。だがグラス・ガヴナンは「鍛冶師の灰色（の牝牛）」というのがラーミニーの、そして「鍛冶師ゴヴニュの灰色または虎毛の牝牛」というのがリースの解釈である。
また別の類話では、白い牝牛グラスダウリャカナ(?) Glassdhablecana （‘両脇が灰色な牝牛’の意）という設定になっている（W・H・マクスウェルが投稿した短編）。マキロップの事典は、語釈とはしていないが「緑の班のある白い牝牛」だと説明する。
このように、グラス・ガヴナンの「グラス」は毛色を指すものとして意見は一致するが。この単語の意味する色合いの幅が広いため、説明が様々になっている。

### 冠名とする語釈
～ガヴナンを「鍛冶師の（牝牛）」とラーミニーが解釈する一方、鍛冶師ゴヴニュの名を冠した名であるととリースは一歩踏み込んで解釈した。
民話では、鍛冶師ガヴニン (Gaivnin)や、ガヴィジーンなどの名で呼ばれているので、それらだと持ち主名ともおおよそ一致する。

### 仔牛のない牝牛
だが、名前の後半の～ガヴナンは、アイルランド語 gamuin 「仔牛、当歳牛と解釈できると、教会史家で地誌作家のパトリック・パワー神父が指摘する。
しかしカーティンの説明は少し違っていて、類話の一つのグラス・ガナッハ Glas Gainach という異綴りにみられる gaunach は仔牛でなく、「一歳牛をもつ母牛」の意味であり、つまり当年は出産していない牝牛との事を指すとする。さらに、グラス・ガヴラン Glas Gavlen （カーティンがドニゴール県から採集した民話での名前）について、gavlen は、「五年も生んでいない母牛」という意味であると、牛飼いから説明された。

## 概要
キアンが魔法の牛を獲得する試練の最中、または牛奪還のすべとしてバロールの娘と巡り合い、ルーの父親となる民話。いくつかの例が、アイルランド英語で朗誦されて19世紀に採集・記録された。これは正統な神話（中世の写本に残る古文学）ではなく、であるが、グレゴリー夫人に代表される再話版神話に織り込まれている。

## アイルランドの伝承

### グレゴリー夫人再話
グレゴリー夫人版の筋書きはおおよそ次のようなものである。邪眼のバロールは、自分が孫に殺される運命だと手下のドルイド僧に予言される。これを受けてバロールは一人娘のエスリンをガラスの塔に幽閉。同じ頃、「火の尾根」という名の城に、ゴヴニュ、サウィン（サヴィン）、キアンの三兄弟が住んでいた。キアンが自慢の牛グラス・ガヴナンを持って鍛冶師のゴヴニウを訪ね、剣の作成を注文する間、もう一人の兄弟がバロールに騙されて牛を盗まれてしまう。キアンは、山のビローグというトゥアハ・デ・ダナーン神族の女ドルイド僧(魔女)に相談するが、バロールが生きながらえる間は牛は戻らないと教わる。キアンはこの魔女が呼び起こした海風に乗って海峡を渡り、バロールの獄塔に侵入し、バロールの娘と契りを交わす。再話はここで娘が産み落とした子供・長腕のルーに焦点が切り替わるので、牛を取り戻せたか否かが不明である。

### ラーミニー採集話
ウィリアム・ラーミニー収集の民話、題名「グロス・ガヴレン The Gloss Gavlen」は、より後年に発表された作品だが、主人公名が神話と合致する都合上、先に紹介する。話は二部構成になっている。
前半は、大工のゴバン（工匠ゴバン）が強打のバラルという城主の依頼で豪勢な城を建設した。しかし完成すると、バラルは大工に他人の城の普請をさせまいと、その殺害を計略する。すんでのところ助かったゴバンは、でたらめな名前の道具三式をバラルの息子に取りに行かせる。大工の妻は事態を察し、その子を人質のたてにとって、正当な給金と大工の無事な返還を要求する。
後半では、依頼主がまず最高の鍛冶の名匠と評される鍛冶師ガヴィジーンを招へいし、鍛冶師は大工の入れ知恵で、一日二十樽の乳を出す牝牛グラス・ガヴレン(?)を報酬に求める。バラルは応じたものの、その牛がさまよったり逃げださずにするため必要な手綱を渡さなかった。そのため、鍛冶師は牛を見張りする剣士を募集しなくてはならず、その給金代わりに応募者には剣を鍛えてやっていた。
この後半の主人公は、牛見張りに応募したコンチェの息子キアンという男だったが 、しくじって牛を逃がしてしまい、鍛冶師に斬首されることになってしまう。しかし三日間の猶予を請い、牛の奪還に向かう。海岸に着くとなぜかマナナウン・マク・リルが小舟で迎えにきており、キアンが得た獲物の半分を山分けにするという約束で、牛のありかの国に送り届けてもらう。まだ肉を生で食う習慣があるという、その極寒の地で、キアンはバラルの料理人として雇われる。そしてマナナーンの錠解きの魔法により、監禁されている娘との逢引を果たす。娘に子が生まれた頃、キアンはいとまを乞い、赤子と牛と手綱を抱えてマナナーンの小舟に乗り込む。バラルは気づいて大波や火炎の海原をおこすが、マナナーンが鎮めてしまう。マナナーンは約束の報酬として赤子をもらいうけて、これをドルドナ(Dul Dauna)と名づけて育てる。この子はある日、船で通りかかったバラルにむかって投げ矢を投げつけてこれを殺してしまう。
なお、前半部分には、類話としてシュトラスブルクの時計や、 アプレンティス・ピラー（徒弟の柱）にまつわる伝説がある。

### オドノヴァン採集話
こちらは別に採集された、粗筋がよく似た類話である。ガヴィダ、マク・サヴィン（マク・サウィン）、 マク・キニーリーという三兄弟が、ドニゴール県の沿岸に住んでおり、その海を隔てた向こうのトーリー島には、相手を石化する目を前頭部と後頭部に持った恐ろしい盗人バロール（Balor）が住んでいた。三兄弟のうちガヴィダは鍛冶師で、「火の尾根」〔ドゥリム・ナ・テーネ〕に鍛冶場をかまえていた。
マク・キニーリー（キアンに相当）は地主で、グラス・ガヴレン(Glas Gaivlen)という、たいそう乳の出のいい牝牛を持っていた。バロールはドルイド僧から、孫に殺されるという運命の宣告を受ける。それが起こらぬよう、娘のエスネ (?)を塔に閉じ込める。先祖によって建てられたその塔は「大塔（Tor More）」という名の大岩の上にあり、到達困難であった。バロールは、ある日ついに宝の牛を奪いに上陸した。マク・キニーリーは鍛冶師の兄弟に用事があり、牛の手綱をもうひとりの兄弟に預けていた。バロールは牛を引いているその男に向かって「後の二人はお前の鋼を全部使って自分たちの剣を作り、お前の剣は鉄で作ろうともくろんでるぞ」と嘘を吹き込み、その場を去らせた。兄弟らが気が付くと、バロールはすでに牛を奪って、島の海峡の半ばまで漕ぎ出していた。
マク・キニーリーには、山のビローグという女性の守護霊（リャナンシー）が憑いており、妖精女（バンシー）でもある彼女によれば、牛を取り戻すにはバロールをまず斃さねばならない。その手筈として、この妖精女は、嵐に乗せて島へと連れて行った。幽閉中の娘の世話役は十二人の侍女たちに限られており、塔は男人禁制だったため、妖精女は男を女装させて紛れ込ませた。男女は恋仲になり、三人の赤子が生まれてしまった。こちらの民話では牛が奪還されたか不明である。マク・キニーリーは、父親になったことが発覚しバロールに殺され、その血色が染みついた岩がいつまでも残った。三人の嬰児のうち、一人だけが救われて、鍛冶師ガヴィダの丁稚として育てられた。ある日、バロールがこの鍛冶場に槍を注文しに現れ、うっかり自分がマク・キニーリーを殺したことを自慢した。マク・キニーリーの遺児〇〇〇(名前は明かされないが、長腕のルーに相当する子)は、鍛冶作業にいそしむふりをしながら機をうかがい、赤熱した鉄棒をバロールの目に突き刺して敵討ちを果たした。

### 風土伝説とフィアナ伝説
アイルランド、クレア県の市町村のひとつ、シャリーにある、ドルメンらしき跡は、俗に「グラスの床」すなわち「青牛の床」 (Leaba-na-glaise) と呼ばれており、鍛冶師の所有地だったと伝わる。巷説では、その鍛冶師はマク・キニーリーか、ロン・マクリオヴァだったとされる。同県には、「グラスの山」ないし「グラスの丘」と呼ばれる地形もあり、その頂上あるいは中腹のドルメンは「グラスの岩」と呼ばれ、この山の洞窟には鍛冶師ロンが住んでいた。これは小人（ドワーフ）だとも、アイルランドで最初に鋭利な武器を作った人とも語り継がれる。
オドノヴァンが記録した口承によれば、ここに住んだという鍛冶師ロンは、トゥアハ・デ・ダナーン神族のひとりで、三つ手に片足、胸から生えた手で鉄を返し、両腕でそれを鍛錬する。すばらしい跳躍力の、その一本足で移動する。「ロンは長年の間、グラス・ガヴナハ(?)というかけがえのない牝牛によって養われていた。その牛は、火事場から遠くないグラスの山で（放牧されて）牧草を食べていた。.. この牛は、スペインから盗んで来たものだったが..」数々の場所を転々して、ここ以外にその牛に満足に餌を与えるほど肥沃な地はアイルランドのどこにもなかった。「この牛は、どんなに大きな器を搾乳のために据えても乳で満杯に満たした」。牛が満たせない器が存在するかをめぐり、二人の女性が賭けをした。一人はざる（漉し器）を持ってきたのだが、牛乳はあふれかえり、七つの川を形成した。また「この牝牛の蹄は逆についていて、力づくでこの牛を奪おうという追跡者たちをかならず化かしてしまう」などとこの風土伝説はつづく。ロンはのちにフィン・マクールを訪ね、競争を申し出た。相手の俊足のキールテ（カイルテ）は、「グラスの床」まで走り抜けるのに鍛冶師を出し抜いた。

## 民話例の一覧
いかに出版されている民話を列挙する。上では解析していないが、ジェレマイア・カーティン編『Hero-Tales of Ireland』に三篇が所収される。なおウィリアム・ジョン・グリフィズ編『マソヌウイの息子マース』(1928年)に何本かの民話の要約が記載されている。
- 「グラス・ガヴレン」(仮題).

原典："Glas Gaivlen" トーリー島在住 Shane O'Dugan より1835年に採集された口承民話。
- 「バラルの伝説」

原題："The Legend of Ballar". 1837年発表。
- 「グロス・ガヴレン」

原題："The Gloss Gavlen" アキル島在住 John McGinty より採集された口承民話。1884年以降に採集。
- 「雌牛」

原題："The Cow" コロフィン市在住の John Reagh O'Cahane より採集された口承民話。
- 「エリンの刀鍛冶エリン・ガウと牝牛のグラス・ガイナッハ(?)」

原題： "Elin Gow, the Swordsmith from Erin, and the Cow Glas Gainach"  ケリー県ディングル町の以東、イーグル山在住 Maurice Lynch。
- 「トーリー島のバロール」

原題："Balor on Tory Island" ドニゴール県ゴータホーク在住 Michale Curran。
- 「邪眼のバロルと孫のルイ・ラヴァーダ」

原題："Balor of the Evil Eye and Lui Lavada his Grandson"  コネマラ地域在住 Colman Gorm。
- 「バロルとマク・キンリー」

原題："Balor agus Mac Cionnfhaolaidh" （アイルランド語版；上述「トーリー島のバロール」に近い）